# Leprechaun: Origins
Leprechaun: Origins è un film del 2014 diretto da Zach Lipovsky.
Pellicola horror prodotta dagli Stati Uniti e dall'Irlanda, sceneggiata da Harris Wilkinson, che si basa sui film di Leprechaun e sul folklore irlandese.

## Trama
Una giovane coppia, Catherine e Francois, stanno tentando di fuggire da una figura che alla fine cattura e trascina Francois uccidendolo. Afferra anche Catherine prima di arrivare a un monolite in una prateria.
Quattro amici del college americano, Sophie, Ben, Jeni e David sono in vacanza in una campagna irlandese per volere di Sophie. L'autista, Ian, li lascia andare al monolite visto all'inizio. Sophie, che è uno scapolo della storia, prende nota del simbolo del monolite prima di recarsi in un bar locale con gli altri, dove incontra un vecchio amichevole, Hamish, che racconta loro la storia del villaggio: era in passato un centro minerario per l'estrazione dell'oro da una caverna vicina, ma quando l'oro si esaurì, la popolazione diminuì. I quattro accettano di essere condotti in un cottage da cui potranno in seguito recarsi alla miniera, anche se sono diffidenti nei confronti di Hamish e del suo figlio scontroso, Sean.
Quella notte, Jeni indaga su un putiferio fuori e intravede una figura che sfreccia davanti alla finestra. Lei sveglia gli altri, scoprendo che Hamish e Sean li avevano chiusi a chiave. Una figura entra improvvisamente nel cottage attraverso il camino e prende con la forza l'orecchino d'oro di Jeni. Dopo una breve lotta che vede la gamba di David essere morsa dal mostro, i quattro scappano dal cottage e corrono verso la sala del villaggio, dove si nascondono nella cantina. Da un libro di mitologia, Sophie scopre che il terribile mostro è un Tuatha Dé Danann, noto anche come il Leprechaun, che possiede l'oro che gli abitanti del villaggio cercavano. Hamish e gli abitanti del villaggio si sono rifiutati di restituire l'oro e non volevano lasciare il villaggio. In cambio dell'oro, gli abitanti del villaggio devono sacrificare almeno due esseri umani ogni anno come "compensazione". Il leprechaun desidera l'oro, ma può essere respinto da un certo simbolo, lo stesso inciso nel monolite, che funge da barriera oltre la quale l'essere non può uscire. C'era un'altra barriera di simboli monoliti nella grotta del folletto; tuttavia, quando gli abitanti del villaggio hanno scavato la caverna e preso l'oro, la caverna è crollata, causando la fuga del folletto 15 anni fa.
I 4 si confrontano con Hamish, il quale conferma che gli abitanti del villaggio sacrificano i turisti ogni anno per evitare di doversi sacrificare, e Sean, che si è stancato dei sacrifici ingiustificati, alla fine li lascia andare. I quattro accettano l'offerta di scappare da una donna anziana, Mary, che si rivela essere complice di Hamish. I quattro sono quindi legati agli alberi come offerte per il leprechaun. Il mostro arriva e strappa l'anello dorato della lingua di Jeni. David riesce a scacciare il folletto da Jeni, ma la bestia gli taglia il busto, tagliando anche la corda, permettendogli di liberarsi e liberare gli altri tre prima che venga attaccato e ucciso. Il trio rimanente torna al cottage per mettere una trappola per uccidere il mostro, ma il folletto traffica Sophie e Ben per colpire Jeni con le loro asce, uccidendola.
Sophie e Ben prendono il camion di Hamish ma sono bloccati dal folletto all'interno del municipio. Alla fine il folletto afferra Ben e lo uccide strappandogli la spina dorsale. Sebbene messa alle strette da Hamish, che è ancora intenzionata a sacrificarla, Sophie viene salvata da Sean, che spinge Hamish nella cantina dal senso di colpa per aver lasciato che suo padre e gli abitanti del villaggio sacrifichino così tante persone nel corso degli anni. Il folletto uccide Hamish in cantina, molto per la devastazione di Sean. Nel frattempo, Sophie sale sul camion di Hamish ma si schianta durante la fuga mentre cerca di evitare il folletto. Riprende la sua fuga a piedi e quando il folletto la trova lo distrae con monete d'oro, poi lo decapita usando il coltello di Francois, che ha lasciato nel prologo. Sophie riesce finalmente ad attraversare il monolite per la salvezza proprio quando vengono rivelati 3 folletti nell'erba alta, prima di continuare la sua fuga.